# Lasiocampidae

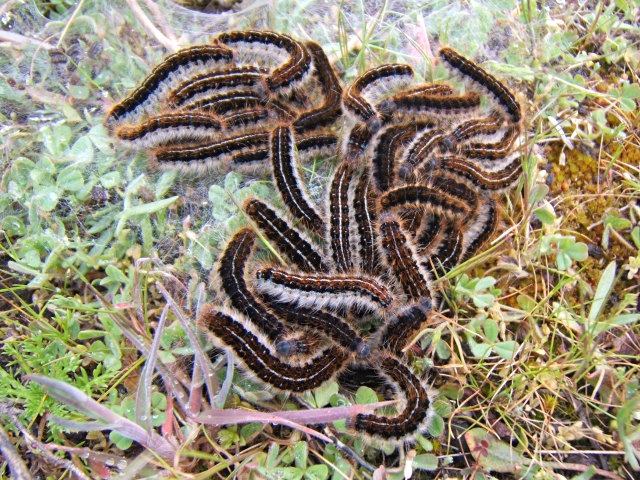
Orugas de Malacosoma alpicola en su refugio

Los lasiocámpidos (Lasiocampidae) son una familia de lepidópteros ditrisios con más de 2.000 especies y posiblemente otras aun no descritas. Es de distribución mundial.
Las orugas están cubiertas de vellosidad, especialmente a los lados. En algunas especies, las orugas forman grandes agregaciones y construyen una red de hilos de seda en el árbol donde viven como protección. Los adultos son robustos y de gran tamaño, con alas anchas. Algunos tienen las piezas bucales reducidas y algunos de estos no se alimentan cuando son adultos.

## Subfamilias y algunos géneros
- Chionopsychinae (un género, dos especies)
  - Chionopsyche grisea
  - Chionopsyche montana
- Chondrosteginae (dos géneros)
- Lasiocampinae (130 géneros)
  - Tribu Gastropachini (anteriormente subfamilia Gastropachinae)
    - Phyllodesma americana
    - Heteropacha rileyana

  - Tribu Lasiocampini
  - Tribu Malacosomatini
    - Malacosoma americanum
    - Malacosoma disstrium
    - Malacosoma californicum
- Macromphaliinae (15 géneros)
  - Euglyphis lankesteri
  - Tolype laricis
  - Tolype dayi
  - Tolype velleda
  - Titya synoecura
- Poecilocampinae (dos géneros)

- Géneros incertae sedis
  - Trabala
  - Nesara
  - Bhima